# Griendpark
Het Griendpark, ook wel de Griend (Maastrichts: Greend), is een stadspark langs de Maas aan de rand van de buurt Sint Maartenspoort in het centrum van Maastricht. Het park is genoemd naar een oude benaming voor het Sint-Antoniuseiland, de griend, een plek waar men wilgentenen verzamelde.

## Ligging
Het Griendpark strekt zich uit langs de oostoever van de Maas, ongeveer vanaf de Wilhelminabrug in noordelijke richting tot aan de spoorbrug. De westelijke begrenzing wordt gevormd door de rivier de Maas; de oostelijke begrenzing door de Franciscus Romanusweg. Aan de zuidzijde van de Wilhelminabrug ligt de Kleine Griend, die, hoewel gescheiden van het park, daar eigenlijk deel van uitmaakt. Het Griendpark ligt op loopafstand van Station Maastricht en de Binnenstad van Maastricht. Automobilisten kunnen parkeren in de Q-Park parkeergarage De Griend (351 plaatsen).

## Geschiedenis
Het gebied waar thans het Griendpark ligt, ontstond eind 19e eeuw nadat het westelijk deel van het in de Maas gelegen Sint-Antoniuseiland was afgegraven. De oorspronkelijk naam van dit eiland was Griend of Grient. In 1403 schonk Johanna, hertogin van Brabant, het tot het graafschap van de Vroenhof behorende eiland aan de antonieten, die daar hun klooster vlakbij hadden. Tijdens pestepidemieën werd het eiland gebruikt als quarantaineplaats. In 1641 werden er gevluchte Luikse soldaten opgevangen. Op een schilderij uit 1793 is te zien dat het eiland toen als bleekweide dienstdeed.
In 1884 besloot men, in het kader van de Maaskanalisatie, het eiland deels af te graven en het resterende deel bij het vasteland te voegen. Min of meer tegelijkertijd werd het Moleneiland, dat dichter bij de westelijke Maasoever lag, afgegraven. De bij de afgraving van het Sint-Antoniuseiland vrijgekomen aarde werd gebruikt om de oostelijke Maasarm te dempen, een proces dat in 1895 voltooid was. In de jaren 1930 werd de Maas verder gekanaliseerd. Waarschijnlijk werd de Griend toen versmald.

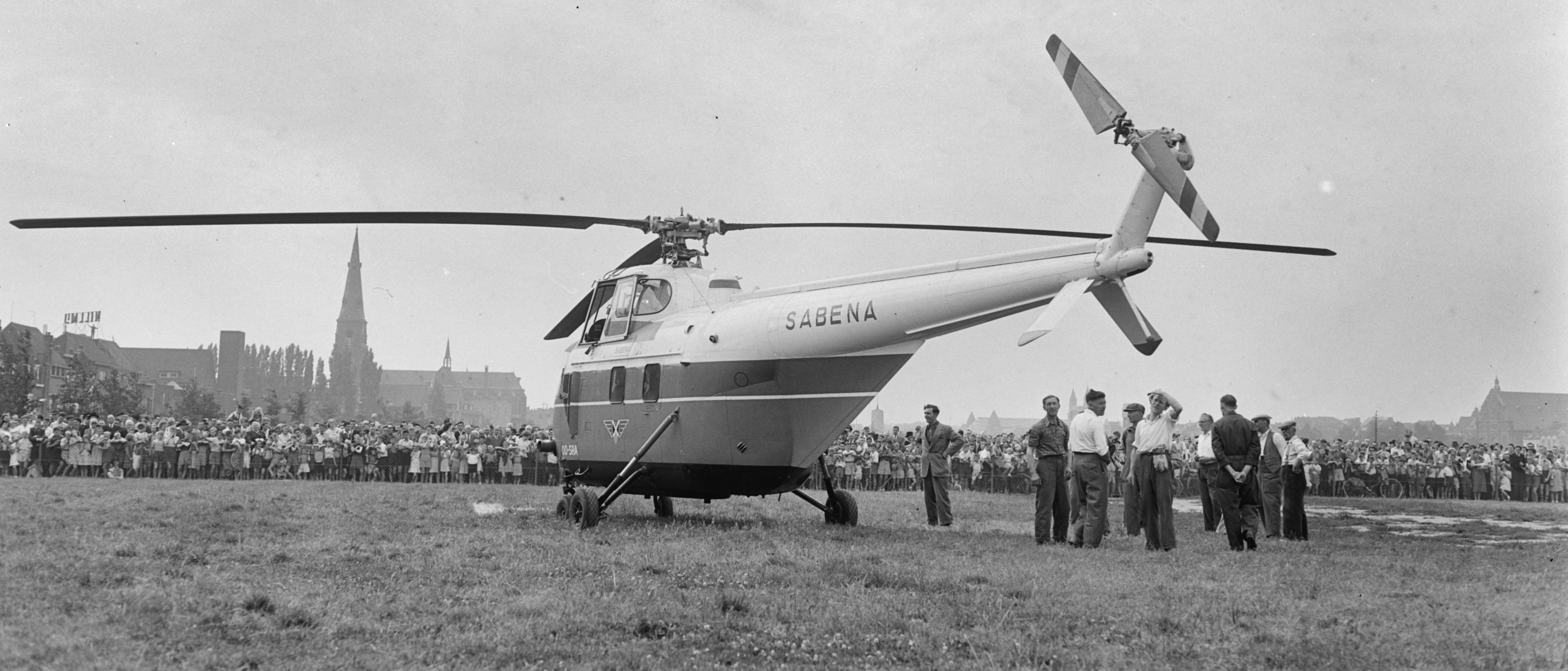
Een Sikorsky S-55 helikopter van Sabena op de Griend, 1953

Na de Tweede Wereldoorlog werd op de Griend een helikopterhaven aangelegd. Van 1953 tot 1966 onderhield de Belgische luchtvaartmaatschappij Sabena vanaf deze plek een helikopterverbinding met de Helihaven van Brussel. Na het verdwijnen van de helihaven verrees hier in 1974 de Eurohal, een beurzencomplex, waar onder andere de kunstbeurs Pictura (de voorloper van TEFAF) werd gehouden, en de Zesdaagse van Maastricht werd verreden. Na de opening van het MECC in 1988 werd de Eurohal in 1991 gesloopt en werden er plannen gemaakt voor een nieuw park met een ondergrondse parkeergarage.

## Parkontwerp

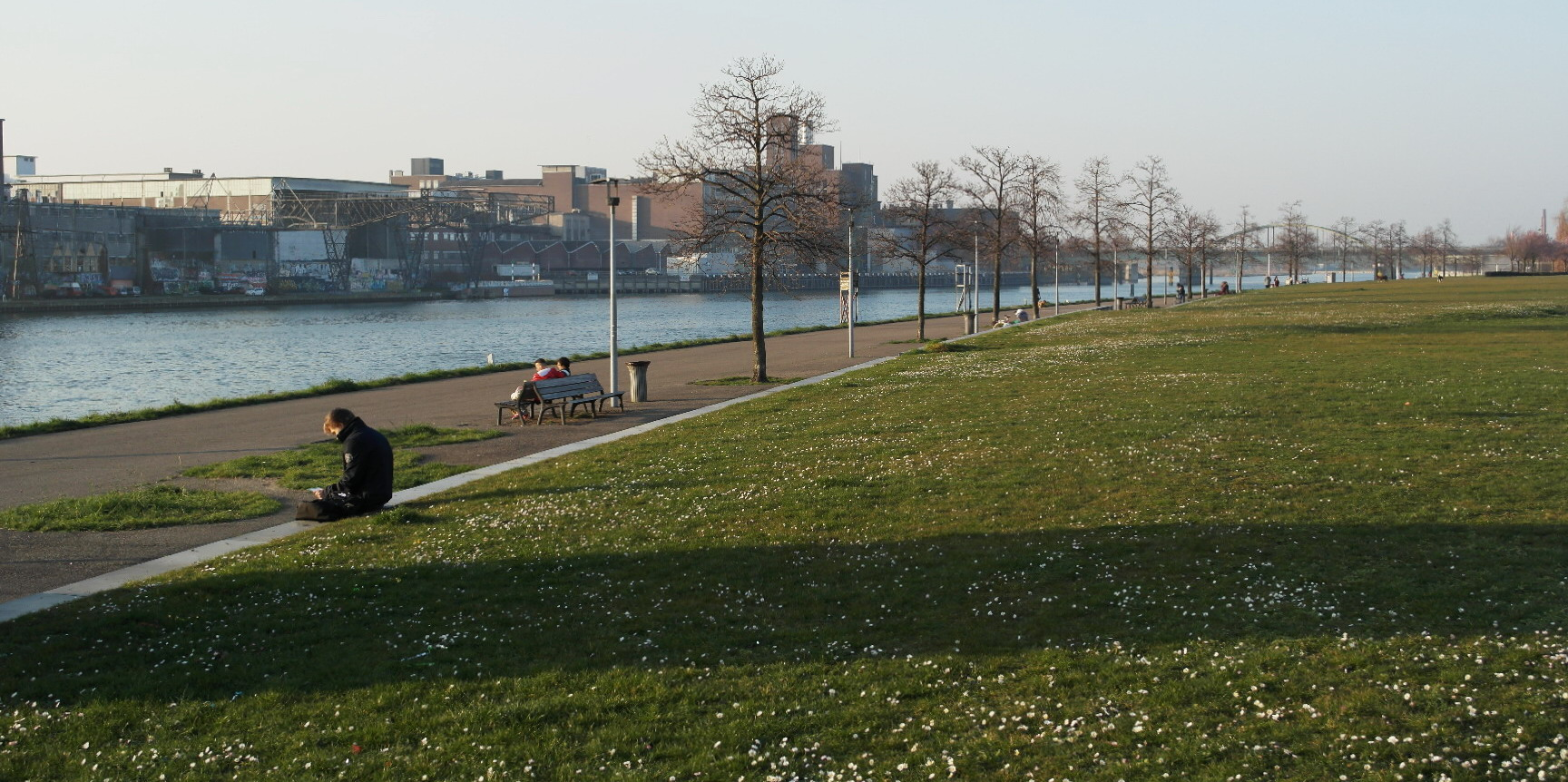
Relaxen langs de Maas

Gekozen werd voor een modern park met veel gras en weinig bomen (dit in verband met de parkeergarage). In 1997 was de bouw van de ondergrondse parkeergarage voltooid. In juni 1999 werd het Griendpark officieel geopend door burgemeester Philip Houben van Maastricht. Het park heeft een breed wandelpad langs de Maas, waarlangs op regelmatige afstanden zitbanken zijn geplaatst. Het grasveld tussen dit wandelpad en de Franciscus Romanusweg heeft een verhoogde ligging in verband met de onderliggende parkeergarage. Langs laatstgenoemde weg staan forse bomen; langs het wandelpad hier en daar boomgroepen. Aan de Kleine Griend, ten zuiden van de Wilhelminabrug is een brede trappartij aangelegd, waarop men in de zomer kan genieten van het uitzicht over de rivier en de stad aan de overkant.
In 2008 werd de skatebaan in het noordelijk deel van het park uitgebreid. Naast de skatebaan bevindt zich een voetbal- en basketbalkooi (SPOTs). Vlakbij ligt een jeu de boules-baan.

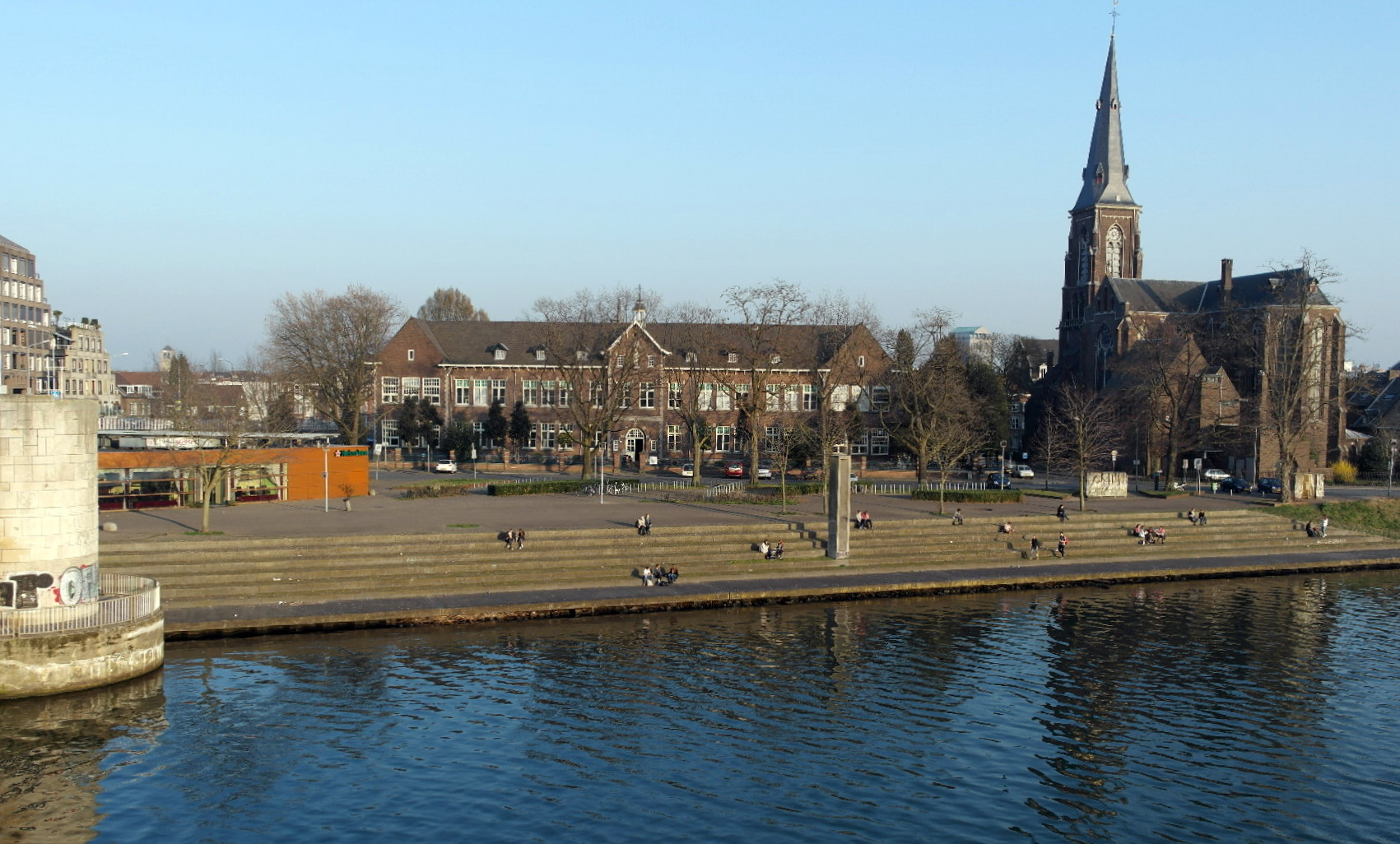
Trappen Kleine Griend
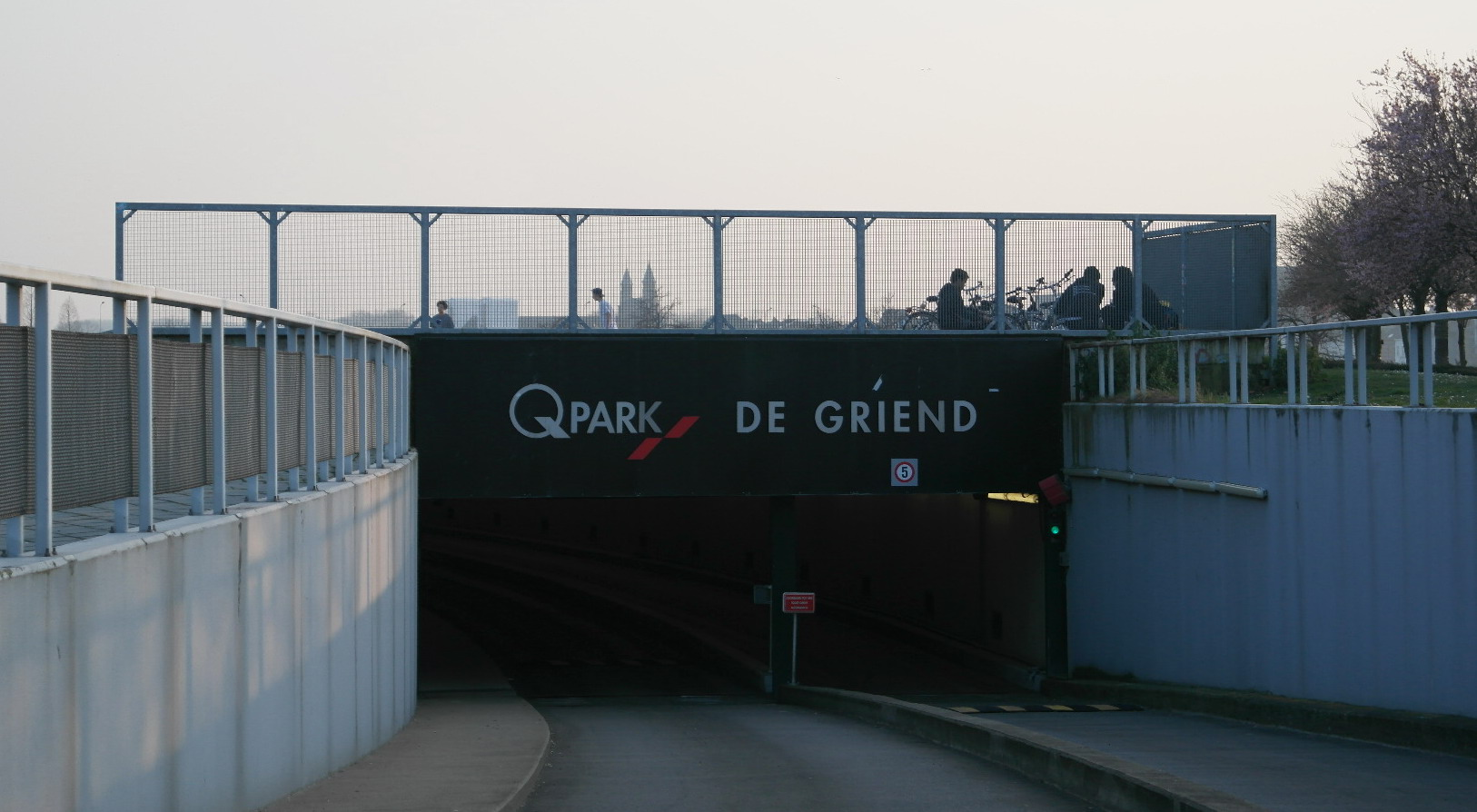
Ingang parkeergarage
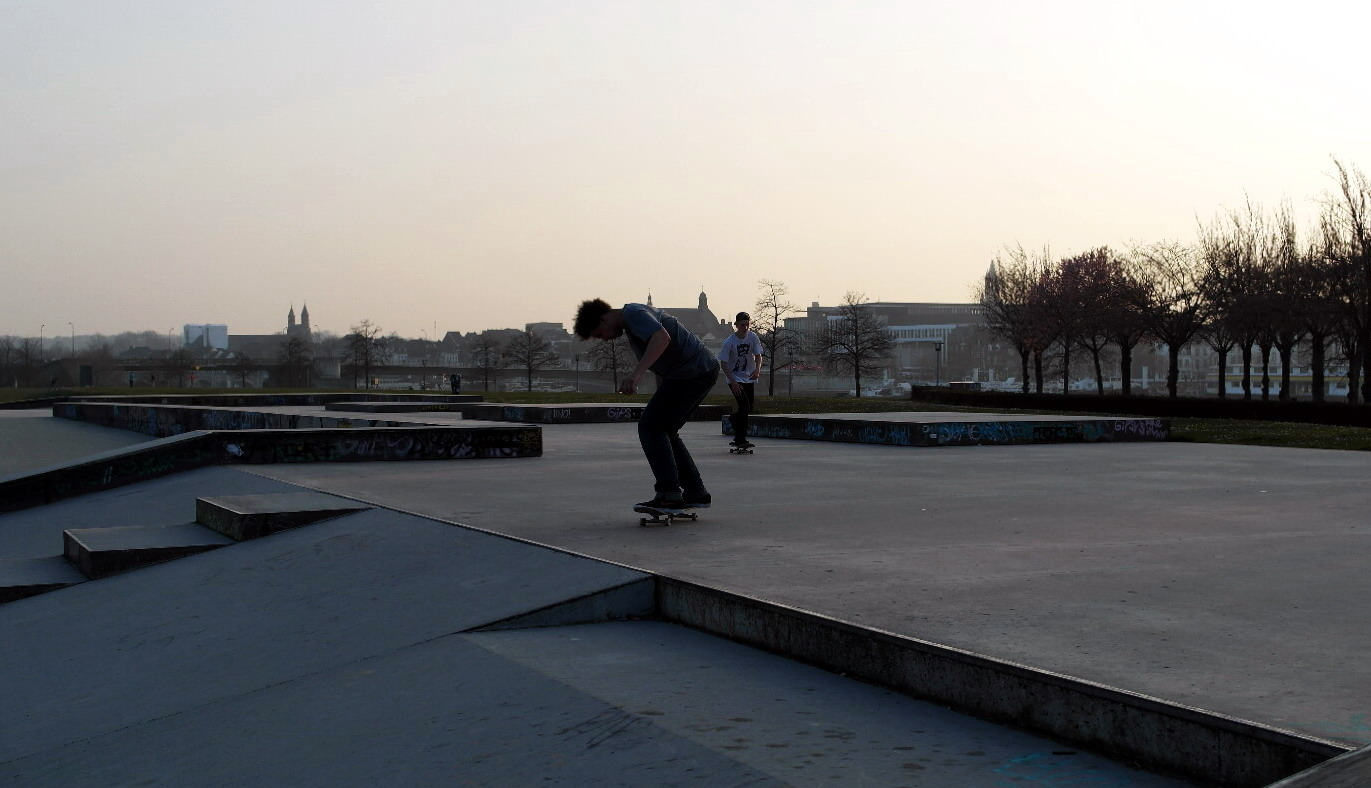
Skatepark
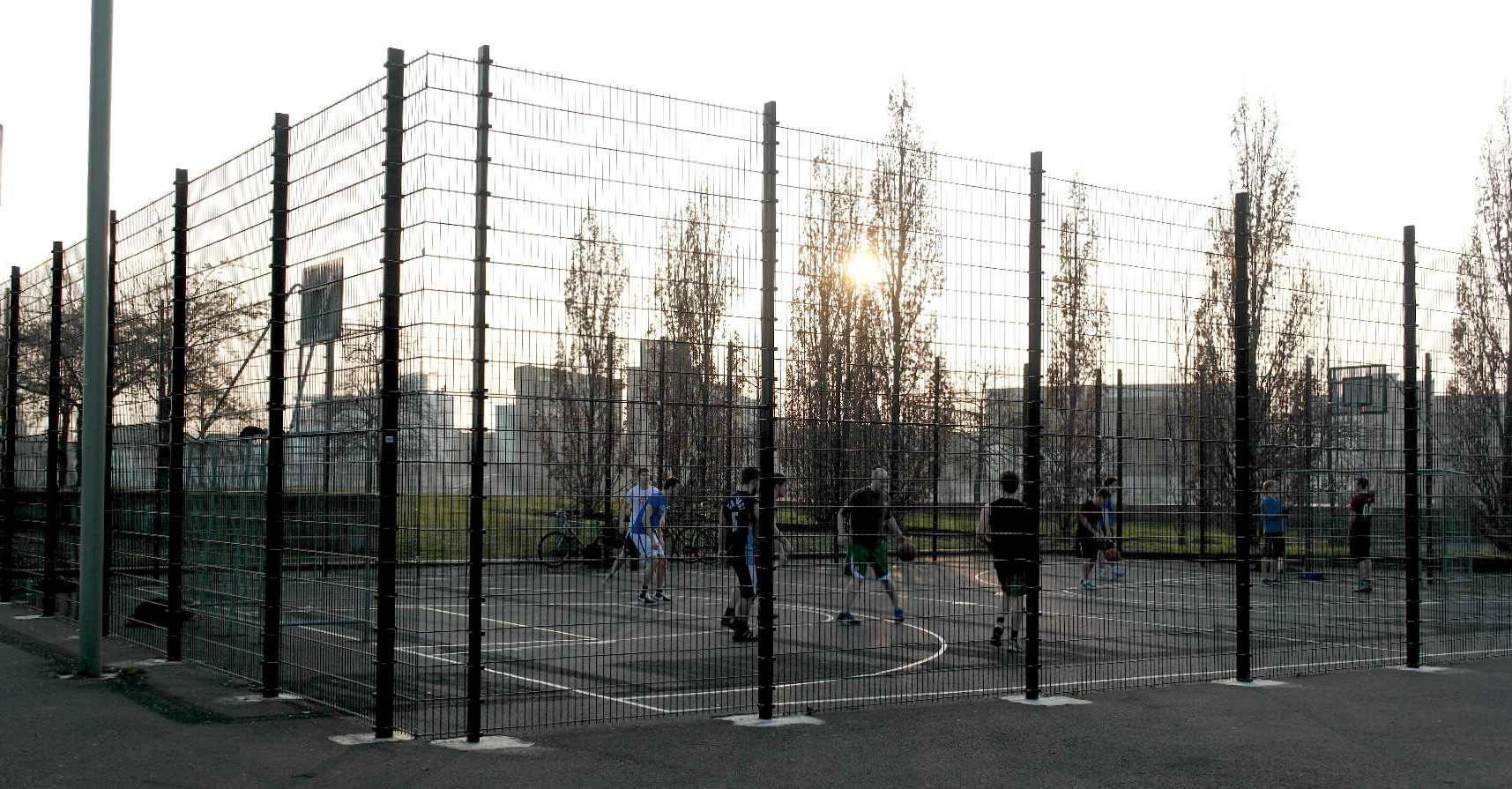
Basketbalkooi

## Gebouwen, kunstwerken

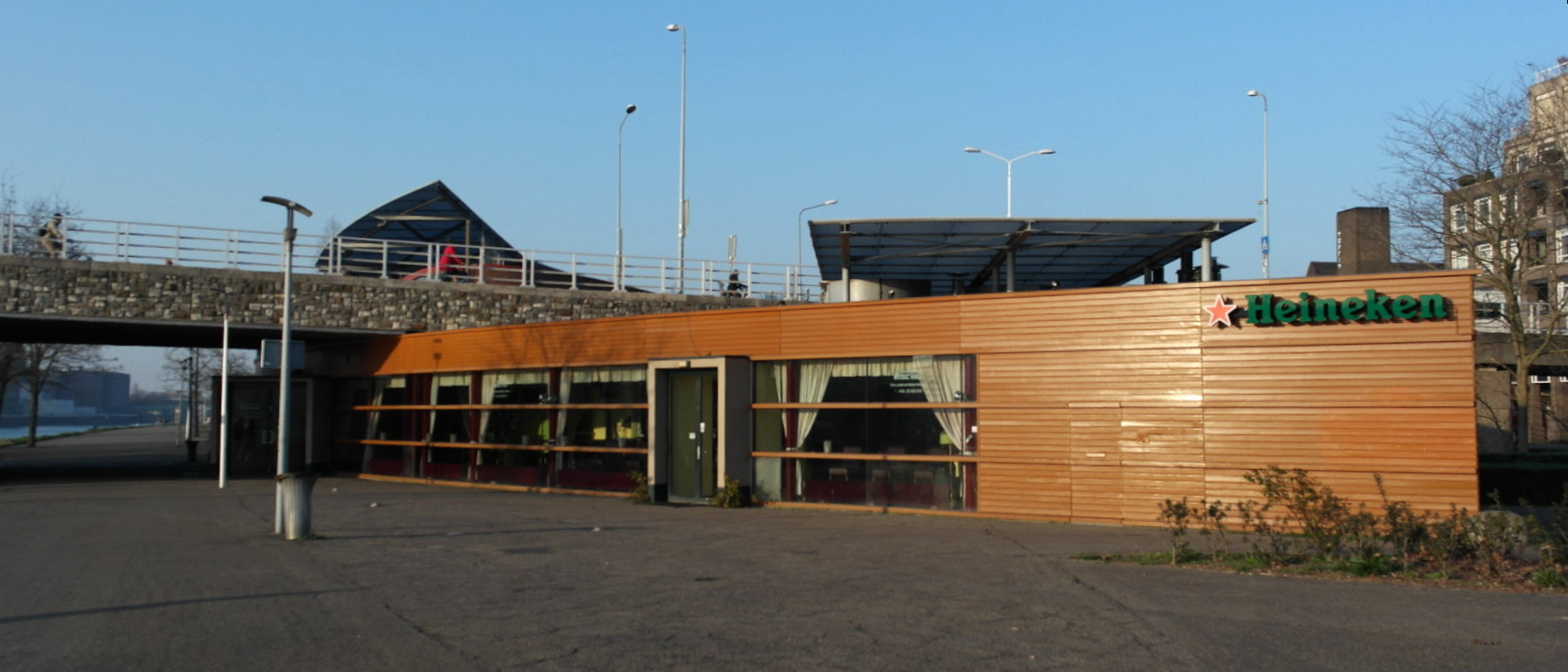
Kleine Griend met zuidelijk deel Platte Zaol

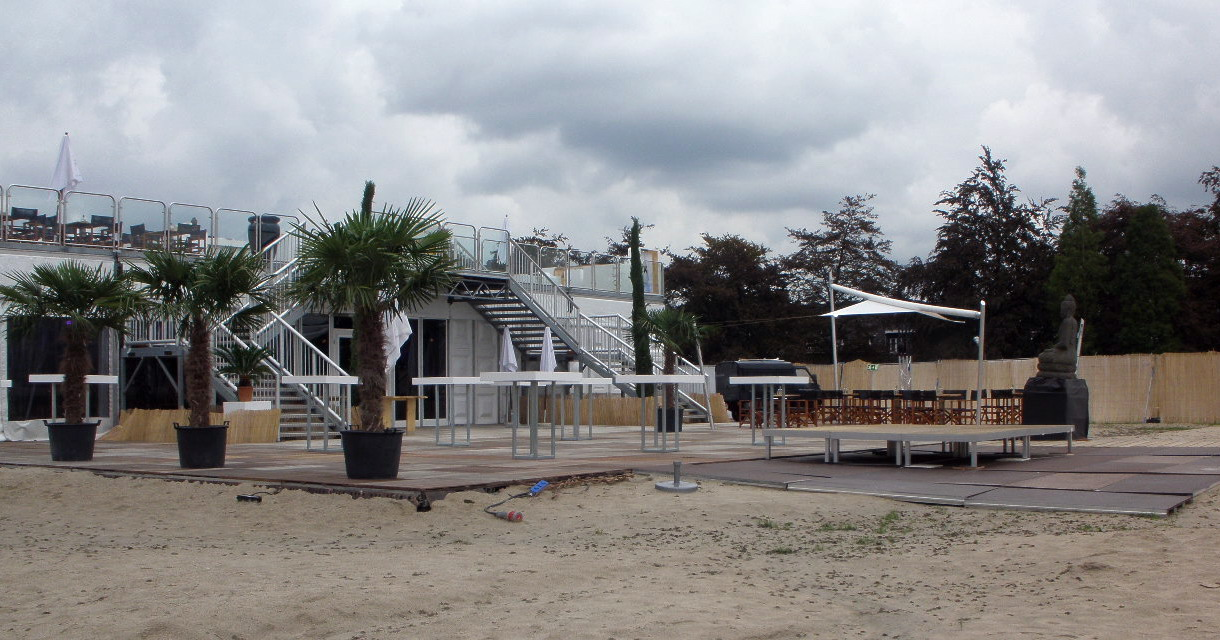
Beluga Beach Club (2011)

Aan de zuidzijde van het park, onder de oprit van de Wilhelminabrug, werd eind jaren 1990 de Platte Zaol gebouwd, later Maastricht Music Hall genoemd, een feest- en concertzaal die vanaf de opening in 1997 exploitatieproblemen kende. Sinds 2016 is hier danceclub Complex gevestigd en daar is in 2019 restaurant NOON bijgekomen. De over het park uitziende bebouwing langs de Franciscus Romanusweg bestaat uit middenstandswoningen en enkele herenhuizen uit de jaren 1920 en 30 (enkele door Alphons Boosten ontworpen). Aan de noordzijde van het park ligt een voormalig garagebedrijf met bijbehorende woning, in 1953 ontworpen door architect Anton Swinkels. Het Sportfondsenbad op de hoek met de Wilhelminasingel werd eind jaren 1980 deels gesloopt. Op die plek staat nu de Maasresidentie van architect Jan Dautzenberg. Ernaast ligt de Suringarschool van H. de Ronde uit 1922.
Op de Kleine Griend (het zuidelijk parkdeel) bevinden zich een tweetal gebeeldhouwde fragmenten van de oude Wilhelminabrug, die in de Tweede Wereldoorlog grotendeels vernield werd. De reliëfs uit 1932 van de Haarlemmer beeldhouwer Hendrik van den Eijnde beelden episoden uit de geschiedenis van Maastricht uit, onder andere De komst van de Romeinen, De aankomst van Sint Servaas, De inval van de Noormannen, Het akkoord over de Alde Caerte en de toestemming voor de ommuring van Maastricht door Hendrik I van Brabant, en De intocht van Koning Willem I. Op de Kleine Griend staat ook een hoge, smalle poort van beton, die deel is van een groter kunstwerk langs de Maas.

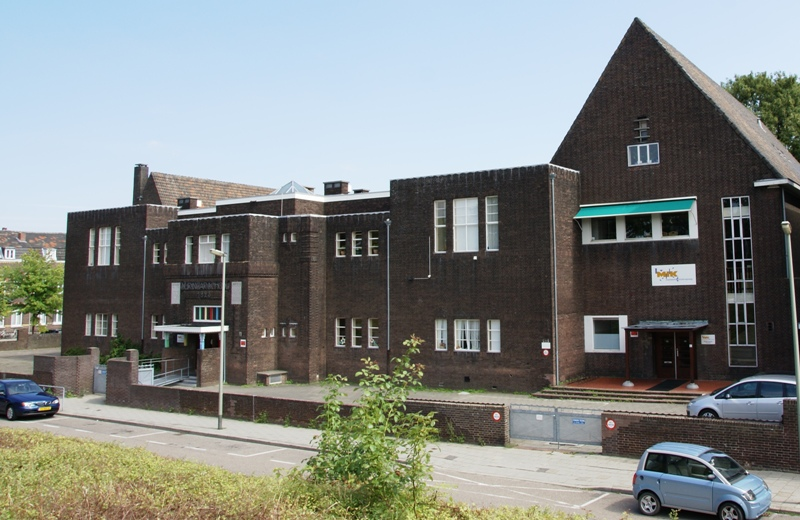
Suringarschool
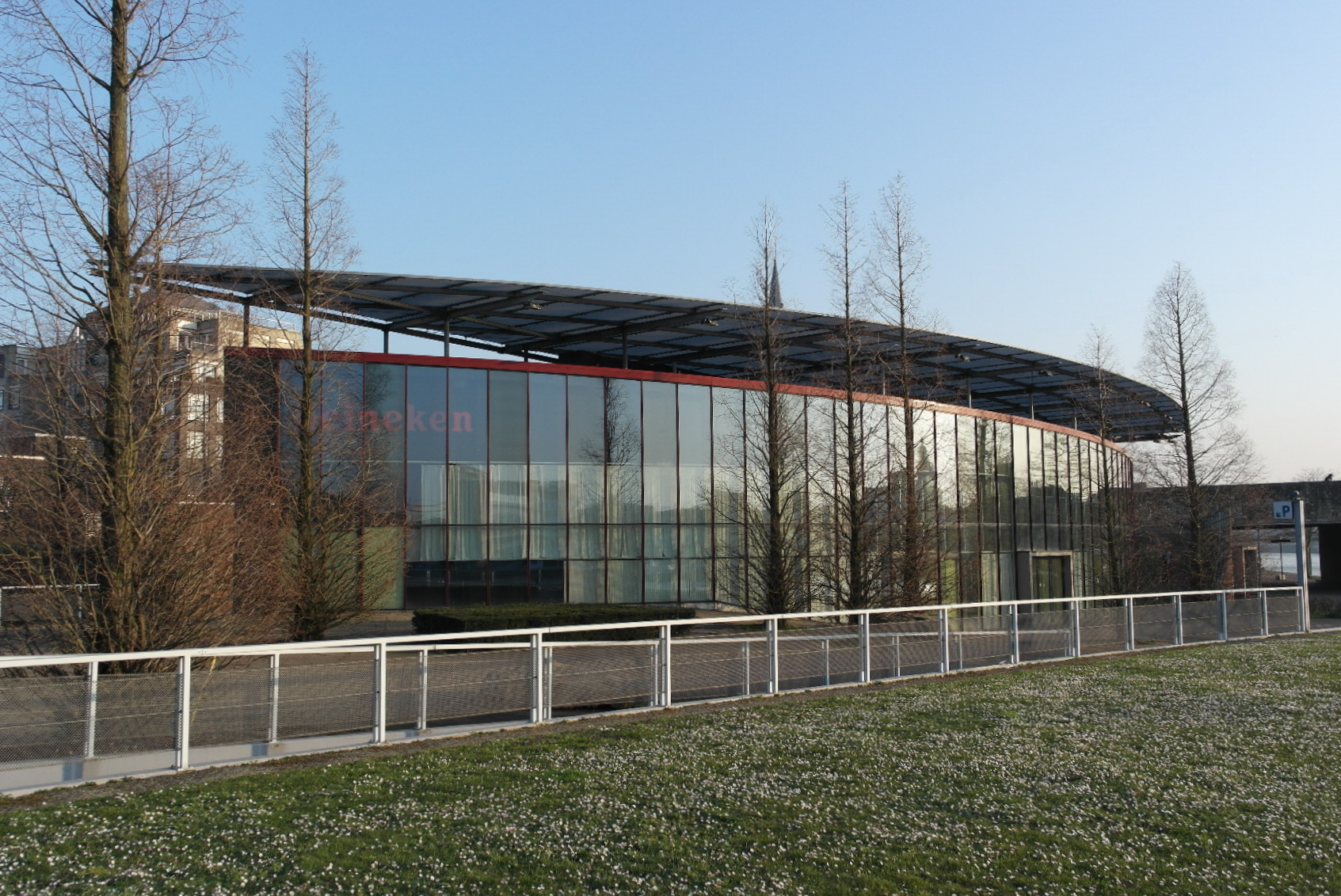
Platte Zaol/Complex
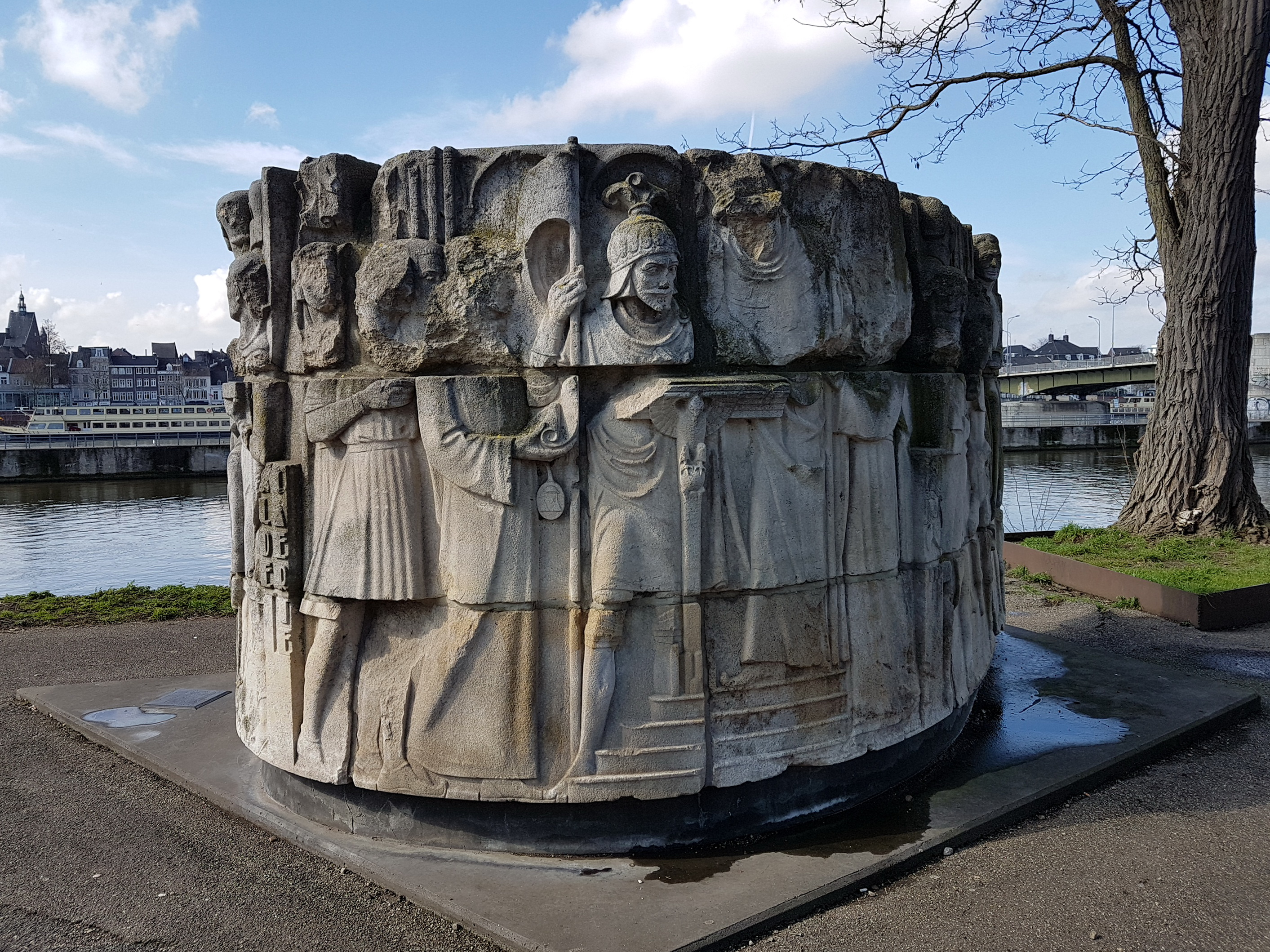
Brugfragment Kleine Griend
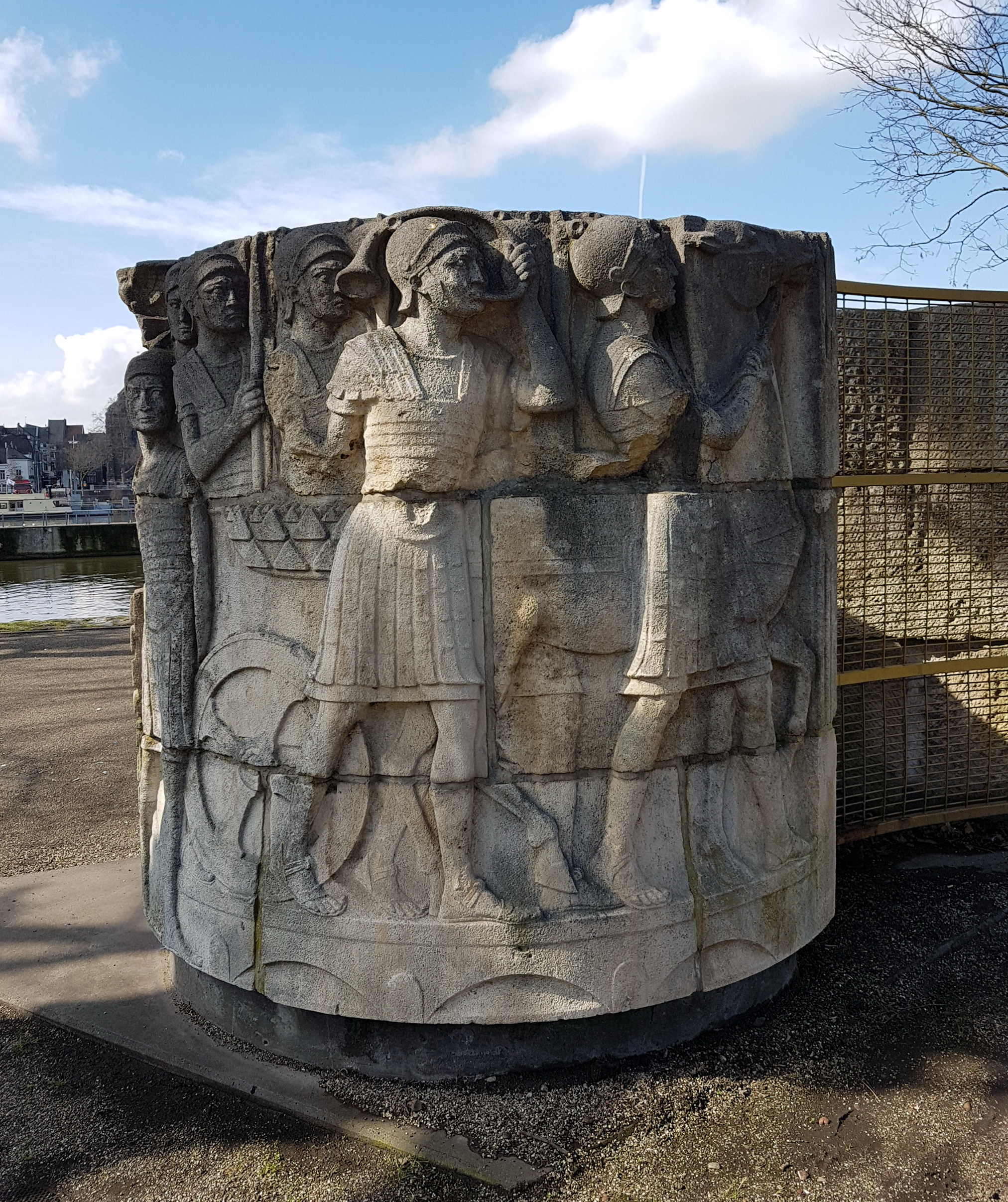
Idem

## Trivia
- De Franse vliegenier Albert Duchereux maakte in 1921 vanaf De Griend enkele demonstratievluchten. Van het plan voor een luchtlijn Maastricht-Valkenburg kwam echter niets.[7]
- In 2011 vond de eerste editie plaats van Beluga Beach Club in het Griendpark, georganiseerd door Hans van Wolde van het Maastrichtse sterrenrestaurant Beluga. Door het slechte weer mislukte het evenement dat in het park een strandsfeer probeerde te creëren. In 2012 was er geen tweede editie.